# Convent de Canongesses de Sant Agustí
El Convent de Canongesses de Sant Agustí (o convent de la Preciosíssima Sang de Crist) és un edifici conventual de la ciutat d'Alacant, al País Valencià, d'estil barroc. És un Bé d'Interés Cultural.
Ubicat als carrers de Sant Agustí, de les Monges i de Maldonado, al Barri Vell, el convent de les Agustines es va començar a construir cap al 1725, sobre un anterior col·legi de jesuïtes (1697-1706). El 1732 s'alcen les façanes i, dos anys després, la cúpula. L'església és posterior, d'entre 1800 i 1805. La construcció, però, està inacabada si s'atén al projecte inicial (només es va edificar una de les ales previstes, la del carrer de Sant Agustí). Actualment, el conjunt manté l'ús conventual.

## El convent
L'edifici és de planta rectangular, amb l'entrada a la nau sud i l'escala principal a la nau de ponent. L'exterior és d'aparença massissa, amb carreus provinents de la serra de Sant Julià i façanes planes.
Les finestres tenen una mida regular i es tanquen amb reixes de ferro o gelosies, que impideixen traure el cap a l'exterior a la vegada que deixen passar la llum. Els buits que ocupen les finestres empren motlures curvilínies planes fetes en pedra, que són l'ornament destacat de l'arquitectura exterior.
La façana principal té portalada de llinda, amb pilastres planes amb pedestal a cada costat. Es decora amb dos escuts sense armes sobre l'eix vertical i els laterals on es troba la portalada i el mur; hi ha elements vegetals i de rocalla, d'estil rococó.
L'acusat desnivell del carrer de Sant Agustí fa que la planta baixa de la cota inferior siga un semisòtan a la superior.
El pati claustral, a l'interior, és de planta aproximadament quadrada. No es va arribar a construir un autèntic claustre, sinó només una part, la nau de la part oest.
L'església està a la part est del conjunt, amb una entrada independent pel carrer de les Monges.
El convent està rematat amb una cornisa, i per sobre, una cúpula de doble nervadura sobre un tambor octogonal.